# ألبرت هيلاري
ألبرت هيلاري (بالإنجليزية: Albert Ernest Hillary)‏ هو سياسي بريطاني وبريطاني (وحمل سابقاً جنسية المملكة المتحدة لبريطانيا العظمى وأيرلندا)، ولد في 20 يناير 1868 في المملكة المتحدة، وتوفي في 1951 في نفس البلد. حزبياً، نشط في الحزب الليبرالي. وقد في الانتخابات العامة في المملكة المتحدة 1922 ‏، انتخب عضو برلمان المملكة المتحدة الـ32 عن دائرة هارويتش (15 نوفمبر 1922 – 16 نوفمبر 1923) وفي الانتخابات العامة في المملكة المتحدة 1923 ‏، انتخب عضو برلمان المملكة المتحدة الـ33 عن دائرة هارويتش (6 ديسمبر 1923 – 9 أكتوبر 1924).